# Нері Нянгкуара
Нері Нянгкуара (14 березня 1983) — грецька плавчиня.
Учасниця Олімпійських Ігор 2004, 2012 років.
Призерка Чемпіонату Європи з водних видів спорту 2004, 2006, 2012 років.